# Italiens bröder
Italiens bröder, Fratelli d'Italia (FdI) är ett italienskt nationalkonservativt högerparti, bildades den 21 december 2012 av avhoppare från Frihetens folk. Partiet förespråkar "ordning och reda" och "traditionella familjevärderingar". Enligt Alessia Donà, professor i sociologi, uppfyller partiet kriterierna för att betecknas som högerradikalt.
Partiet blev i en opinionsundersökning i augusti 2021 landets största parti, med 20,9 % av väljarnas stöd.
I EU-parlamentsvalet 2019 fick FdI drygt 6 % av väljarnas stöd.
I parlamentsvalet 2018 deltog FdI i en center-högerallians tillsammans med Berlusconis Forza Italia och nationalistiska Lega. FdI fick mer än 4,4 % av rösterna och 33 mandat i deputeradekammaren, en ökning med 24 mandat.
Italiens bröder vann det italienska valet i september 2022 med  runt 25 procent av rösterna. Partiets ledare Giorgia Meloni blev landets första kvinnliga premiärminister i oktober 2022.

## Personer

### Ledamöter av Europaparlamentet
- Carlo Fidanza (2013–2014, 2019–, representerade före 2013 Frihetens folk)[7]
- Marco Scurria (2013–2014, representerade innan dess Frihetens folk)[8]
- Stefano Maullu (2018–2019, representerade innan dess Forza Italia)[9]
- Innocenzo Leontini (2019, representerade innan dess Forza Italia)[10]
- Pietro Fiocchi (2019–)
- Raffaele Fitto (2019–2022, representerade innan dess både Forza Italia och Conservatori i Riformisti)
- Nicola Procaccini (2019–)
- Raffaele Stancanelli (2019–)
- Sergio Berlato (2020–, har tidigare representerat både Nationella alliansen och Frihetens folk)
- Denis Nesci (2022–)

### Ministrar
- Regeringen Meloni sedan 22 oktober 2022, tio ministrar
  - Luca Ciriani, minister för parlamentsrelationer
  - Guido Crosetto, försvarsminister
  - Raffaele Fitto, Europaminister
  - Francesco Lollobrigida, jordbruksminister
  - Giorgia Meloni, premiärminister
  - Nello Musumeci, civilskyddsminister
  - Carlo Nordio, justitieminister
  - Eugenia Maria Roccella, familjeminister
  - Daniela Santanchè, turistminister
  - Adolfo Urso, minister för ekonomisk utveckling